# Język gizrra
Język gizrra (a. gizra) – język papuaski używany w Prowincji Zachodniej w Papui-Nowej Gwinei. W 2002 roku odnotowano, że posługiwało się nim wówczas 1050 osób. Należy do rodziny języków trans-fly wschodnich.
Obszar jego użytkowania obejmuje tereny na północny wschód od wysp Cieśniny Torresa, a mianowicie miejscowości: Barnap, Kulalae, Kupere, Ngomtono, Waidoro. Dzieli się na dwa dialekty: gizra zachodni, waidoro. Jest blisko spokrewniony z językiem meriam, używanym na wyspach Cieśniny Torresa (w granicach Australii).
Według danych Ethnologue (SIL International) pozostaje w użyciu wśród wszystkich członków społeczności.
Jest zapisywany alfabetem łacińskim.